# Галин, Михаил Петрович
Михаил Петрович Галин (8 ноября 1918, Белоярское, Оренбургская губерния — 17 сентября 1998, Рудный, Костанайская область) — гвардии капитан Рабоче-крестьянской Красной Армии, участник Великой Отечественной войны, Герой Советского Союза (1945).

## Биография
Михаил Петрович Галин родился 8 ноября 1918 года в крестьянской семье в селе Белоярском Белоярской волости Челябинского уезда Оренбургской губернии. В это время территория была под контролем белогвардейского Российского государства. Ныне село входит в Щучанский муниципальный округ Курганской области.
Окончил четыре класса школы, затем, выучившись на столяра, работал по специальности на 7-й железнодорожной дистанции службы путей. Окончил курсы электриков, был переведён на работу электромонтёром 7-го строительного участка железнодорожной станции «Челябинск».
Осенью 1939 года Галин был призван Ленинским РВК г. Челябинска на службу в Рабоче-крестьянскую Красную Армию, служил на Дальнем Востоке в мотострелковом полку. С 26 октября 1941 года — на фронтах Великой Отечественной войны, начал войну сержантом. Участвовал в битве за Москву. В 1942 году окончил курсы младших лейтенантов, стал командиром взвода пулемётной роты. Принимал участие в Курской битве, освобождении Харькова, битве за Днепр, освобождении Правобережной Украины, в том числе Львова, боях на Сандомирском плацдарме. В боях три раза был ранен, два раза лежал в госпиталях.
В 1942 году вступил в ВКП(б), в 1952 году партия переименована в КПСС.
К началу 1945 года гвардии капитан Михаил Галин командовал пулемётной ротой 2-го мотострелкового батальона 17-й гвардейской механизированной бригады 6-го гвардейского механизированного корпуса 4-й гвардейской танковой армии 1-го Украинского фронта. Отличился во время Висло-Одерской и Берлинской операций.
В ходе Висло-Одерской операции рота Галина участвовала в довершении разгрома противника в населённых пунктах после прохождения через них механизированной бригады. Его подчинённые участвовали в захвате зданий, ликвидации очагов сопротивления, удержании захваченных мостов и других средств коммуникаций. В середине апреля 1945 года в ходе Берлинской операции рота Галина одной из первых переправилась через Шпрее, не дав тем самым противнику закрепиться на её западном берегу, а затем продолжила наступление на Потсдам. 19 апреля 1945 года армия, в составе которой находилась рота Галина, подошла к городу Лункау. Противник наметил в районе населённого пункта Шпреттель прорыв в тыл советских войск. Рота Галина получила приказ выйти в тыл к нему и дезорганизовать наступление. Противник атаковал позиции роты Галина, но не сумел прорваться, потеряв более 100 солдат и офицеров. В тот день рота отбила 6 контратак. В ходе взятия Потсдама рота Галина уничтожила 5 пулемётных точек, захватила 3 исправных станковых пулемёта и 1 зенитное орудие. Последнее рота с успехом использовала против засевшего в зданиях противника. В бою Галин в четвёртый раз за время войны был тяжело ранен.
Указом Президиума Верховного Совета СССР от 27 июня 1945 года за «образцовое выполнение боевых заданий командования на фронте борьбы с немецкими захватчиками и проявленные при этом отвагу и геройство» гвардии капитан Михаил Галин был удостоен высокого звания Героя Советского Союза с вручением ордена Ленина и медали «Золотая Звезда» за номером 7863.
В декабре 1945 года Галин был демобилизован. Проживал в Челябинске, работал кочегаром, помощником машиниста паровоза на Южно-Уральской железной дороге. 
С 1958 года работал в городе Рудный Кустанайской области Казахстана помощником машиниста тепловоза в тресте «Железобетонстройдеталь», воспитателем в Рудненском техучилище № 1. В декабре 1973 года вышел на пенсию. В г. Рудном был членом городского совета ветеранов.
Михаил Петрович Галин скончался 17 сентября 1998 года. Похоронен в городе Рудном Костанайской области Республики Казахстан.

## Награды
- Герой Советского Союза, 27 июня 1945 года[4][5][6]
  - Орден Ленина № 36876
  - Медаль «Золотая Звезда» № 7863
- Орден Октябрьской Революции
- Орден Красного Знамени, 13 марта 1945 года[7]
- Орден Отечественной войны 1-й степени, 6 апреля 1985 года[8]
- Орден Отечественной войны 2-й степени, 11 апреля 1945 года[9]
- Два ордена Красной Звезды, 2 апреля 1944 года[10], 6 ноября 1944 года[11]
- Орден «Знак Почёта»
- медали, в т.ч.
  - Медаль «За отвагу», 17 марта 1943 года[12]
  - Медаль «За оборону Москвы», 14 октября 1944 года[13]
  - Медаль «За победу над Германией в Великой Отечественной войне 1941—1945 гг.», 1945 год[14]
  - Юбилейная медаль «Двадцать лет Победы в Великой Отечественной войне 1941—1945 гг.»
  - Юбилейная медаль «Тридцать лет Победы в Великой Отечественной войне 1941—1945 гг.»
  - Юбилейная медаль «Сорок лет Победы в Великой Отечественной войне 1941—1945 гг.»
  - Юбилейная медаль «50 лет Победы в Великой Отечественной войне 1941—1945 гг.»
  - Медаль «За взятие Берлина», 19 октября 1945 года[15]
  - Медаль «За освобождение Праги»[16]
- Знак «Почётному железнодорожнику»
- Почётный гражданин города Рудного, 1 октября 1979 года, Решение Исполнительного комитета Рудненского городского Совета народных депутатов № 430.
- Почётный воспитатель Рудненского техучилища № 1

## Память
- Мемориальная доска, установлена в 1982 году, обновлена в 2010 году, г. Рудный, ул. Молодой Гвардии, 44 — 52°58′30″ с. ш. 63°07′29″ в. д.HGЯO
- Мемориальная доска, установлена в 2015 году в Белоярской средней общеобразовательной школе — филиале Муниципального казенного общеобразовательного учреждения «Пивкинская средняя общеобразовательная школа», где он учился — Курганская область, Щучанский муниципальный округ, село Белоярское, ул. Дмитриева, 66 — 55°19′39″ с. ш. 62°21′41″ в. д.HGЯO[17]